# Ellis Island
Ellis Island ist eine Insel im vom Hudson River gebildeten Hafengebiet bei New York City. Sie war lange Zeit Sitz der Einreisebehörde für den Staat und die Stadt New York und über 30 Jahre die zentrale Sammelstelle für Immigranten in die USA. Zwischen 1892 und 1954 durchliefen etwa 12 Millionen Einwanderer die Insel. Etwa 40 Prozent der Amerikaner haben Vorfahren, die auf diese Weise in die USA kamen.
Die Insel liegt in der Upper New York Bay in Jersey City und hat eine Fläche von 11,1 ha, die zu 90 Prozent durch künstliche Landgewinnung zwischen 1892 und 1934 entstand.
Seit dem 11. Mai 1965 wird die Insel zusammen mit der Freiheitsstatue als Teil des Statue of Liberty National Monument als Gedenkstätte durch den National Park Service verwaltet. Seit 1990 ist die Insel als Museum (Ellis Island Museum of Immigration) zur Geschichte der Einwanderung in die Vereinigten Staaten für die Öffentlichkeit zugänglich.

## Geschichte

### Frühgeschichte und Vorbesitzer
Vor dem Ausbau hatte die Insel nur einen Bruchteil der heutigen Fläche und wurde unterschiedlich genutzt. Auch war sie oft von Namensänderungen betroffen. Die indianischen Ureinwohner Amerikas nannten die Insel Kioshk (gull island, „Möweninsel“). Niederländische Einwanderer nannten die Insel aufgrund ihrer Muschelbänke um 1630 oyster island („Austerninsel“), später wurde sie gibbet island („Galgeninsel“) genannt, da zu der Zeit viele Piraten am Galgen gehängt wurden. Samuel Ellis erwarb das Land 1770 während der amerikanischen Revolution, fortan wurde der Ort als öffentlicher Picknickplatz genutzt. 1785 versuchte er erfolglos, das Land zu verkaufen.

### Übernahme durch die Regierung und Nutzung als Immigrantensammelstelle
Nach Ellis’ Tod 1807 übernahm der Bundesstaat New York die Insel und verkaufte sie ein Jahr später für 10.000 Dollar an die Bundesregierung der Vereinigten Staaten. Fortan wurde die Insel zunächst unter der Bezeichnung Fort Gibson als Gefängnis und später als Munitionslager der Armee benutzt. Ab 1861 lautete der offizielle Name der Insel Ellis Island. Als die Einwanderungszahlen ab 1890 enorm anstiegen, wurde die zentrale Immigrationseinrichtung vom kleinen Castle Clinton an der Südspitze von Manhattan nach Ellis Island verlegt. Da die Insel für die erforderlichen Gebäude nicht ausreichte, wurde mit der Landgewinnung begonnen.

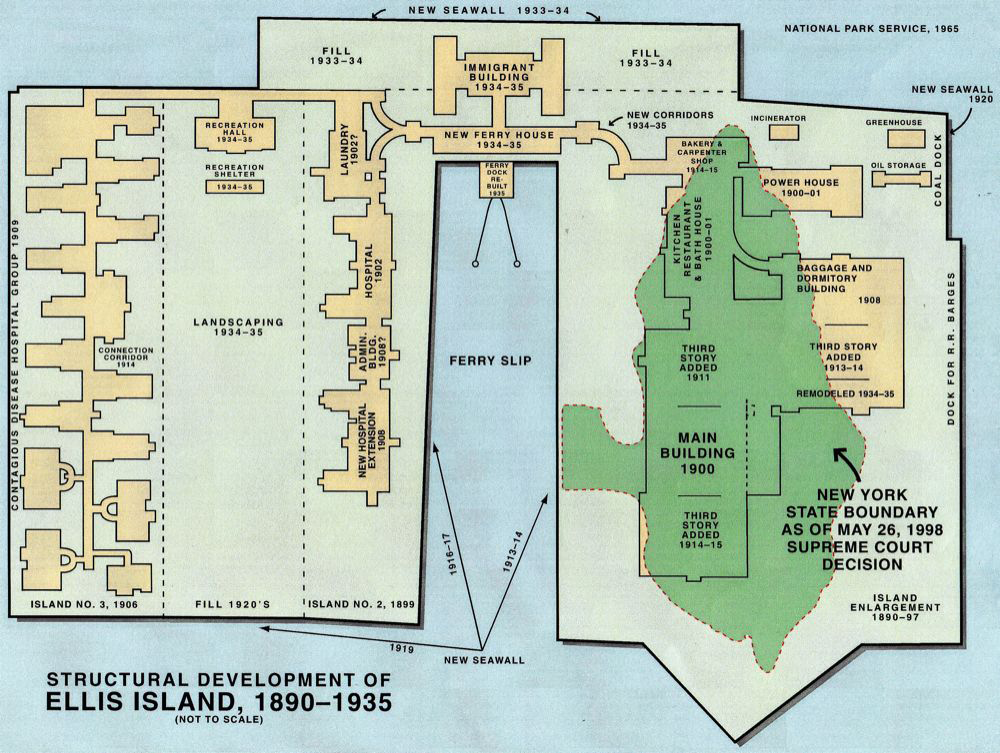
Kartenskizze der Insel. Die ursprüngliche, natürliche Insel (einschl. der ersten kleinen Erweiterung nach Süden um die ursprüngliche Schiffsanlegestelle – von 1,11 auf 1,3 ha) ist grün dargestellt. Nur dieses Gebiet gehört zum Staat New York, der große durch Landgewinnung 1890–1935 entstandene Rest zum Bundesstaat New Jersey.

Ellis Island gehört sowohl zum Staat New York als auch zu New Jersey. Dabei gehört zu New York das Land der ursprünglichen Insel, auf dem das Hauptgebäude steht und zu New Jersey der Rest, der später aufgeschüttet wurde. Praktisch ist diese Zuordnung von geringer Bedeutung, weil die Insel vollständig im Eigentum der Bundesregierung steht.
Bis zur Schließung am 12. November 1954 waren seit 1892 rund 12 Millionen Menschen über Ellis Island in die Vereinigten Staaten eingewandert. In der Immigrantensammelstelle waren etwa 500 Mitarbeiter beschäftigt. Die Abfertigung eines Immigranten dauerte zwischen 4 und 7 Stunden. In den Hochzeiten gab es 400 bis 500 Immigranten täglich, was einige Jahre lang 1 Million Personen pro Jahr bedeutete. Der Rekordtag war der 17. April 1907 mit fast 12.000 Immigranten.

### Zeit des Ersten und Zweiten Weltkrieges
Während der beiden Weltkriege dienten Teile der Insel als Internierungslager für Ausländer aus einem Land, mit dem sich die USA im Krieg befanden (enemy aliens). Im Zweiten Weltkrieg wurde sie auch als Lazarett/Sammelstelle für verwundete US-Soldaten verwendet. Nach dem Krieg wurde die ursprüngliche Verwendung zunächst wieder aufgenommen, jedoch 1954 endgültig beendet. Immigranten wurden nun nicht mehr isoliert.

### 1954 bis heute
1954 wurde die Immigrantensammelstelle auf Ellis Island stillgelegt. Seit 1965 ist die Insel für Besucher zugänglich und wird als Teil von Liberty Island National Monument durch den National Park Service verwaltet. 1980 wurden mit einer umfangreichen Renovierung des Hauptgebäudes begonnen. Am 10. September 1990 wurden sie als Ellis Island Immigration Museum wiedereröffnet. Die Renovierung kostete 156 Mio. Dollar und schloss eine völlig neue Besucherführung und Einrichtungen zur Vermittlung der Geschichte ein. Die Renovierung der Nebengebäude wie der Baracken und des Krankenhauses geht seitdem schrittweise voran, ist aber nicht abgeschlossen.
Der Hurrikan Sandy beschädigte 2012 die Gebäude und Einrichtungen erheblich. Die Ausstellung wurde im Oktober 2013 wieder geöffnet, weitere Reparaturen erfolgten bis 2014. Im Juni 2015 eröffnete die neue Dauerausstellung Peopling of America, die die gesamte Geschichte der Immigration von 1550 bis zur Gegenwart erzählt. Gleichzeitig wurde das Museum in Ellis Island National Museum of Immigration umbenannt. Im September 2015 kehrten die nach dem Sturm ausgelagerten Museums- und Archivbestände auf die Insel zurück. Im Oktober 2015 öffnete die leicht überarbeitete frühere Ausstellung wieder für die Besucher.

## Rolle bei der Immigration in die USA

### Geschichte

#### Einwanderungswelle ab 1880
Vor Beginn der Immigrationspolitik der USA war es jedem Bundesstaat selbst überlassen, wie mit den Einwanderern umzugehen war. Die Immigrantenzahlen waren anfangs gering. Erst 1820 begann man die Einwanderer zu zählen. Zwischen 1820 und 1830 kamen lediglich 152.000 Immigranten ins Land. In dem Jahrzehnt 1840 bis 1850 stieg die Zahl auf 1,7 Mio. Im Zeitraum von 1820 bis 1880 kamen mit 3,1 Mio. die meisten Immigranten aus Deutschland, gefolgt von Iren mit 2,8 Mio. und Engländern mit 1,9 Mio.
In den 1880er Jahren kam es zur so genannten „Neuen Einwanderung“, einer verstärkten Immigration aus Süd- und Osteuropa, was Kulturkonflikte hervorrief. Den neuen Zuwanderern ging der Ruf voraus, nicht assimilierungswillig und generell unfähig zu sein, die amerikanische Welt zu verstehen. Es wurden Schreib- und Lesetests eingeführt. Die Beschränkungen wurden immer schärfer. Nach und nach untersagten die Behörden Kranken, Polygamisten, Prostituierten, Armen, Anarchisten, Chinesen (1882), Japanern (1907) und Analphabeten (1917) die Einreise.

#### Sammelstelle für Immigranten
Bis 1892 waren die Immigranten mehrere Jahrzehnte lang über Castle Clinton in die Stadt eingereist, eine ehemalige Konzerthalle am Fuße Manhattans, die als Lager umgebaut worden war. Um 1890 war das Lager von der gestiegenen Anzahl an Einwanderern überlastet und man beschloss die Einrichtung einer größeren Sammelstelle außerhalb des Stadtgebiets von New York. Die sich verschärfenden Immigrationsgesetze verlangten eine gründlichere Überprüfung und so bot sich Ellis Island an, da die Einwanderer von hier aus nicht ungesehen in das Stadtgebiet gelangen konnten.
Bis zum 17. Dezember 1900 wurden die erforderlichen Gebäude auf Ellis Island fertiggestellt. Sie waren für eine Gesamtkapazität von ca. 500.000 Immigranten pro Jahr ausgelegt, zeitweise mussten aber jährlich fast doppelt so viele abgefertigt werden. Spitzen lagen bei 12.000 Menschen pro Tag, es gab allerdings auch Tage mit nur wenigen Einreisewilligen, insbesondere bei schlechter Wetterlage, wenn keine Schiffe anlandeten. Allein 1907 wurden 1.285.349 Einwanderer abgefertigt.
Mit dem Immigration Act of 1924 wurde die Zahl der Einwanderer begrenzt. Die Insel wurde nur mehr als Schubhaftanstalt verwendet. Später lohnte sich der Aufwand für die wenigen Aufgaben, die noch zu bewältigen waren, nicht mehr, und die Immigrantensammelstelle auf Ellis Island wurde 1954 geschlossen.

#### Nachwirkungen der Einwanderungswelle
Etwa 43 Millionen Amerikaner – also jeder sechste – gaben bei der Volkszählung im Jahr 2000 an, deutsche Vorfahren zu haben. Fast jeder zweite Amerikaner (40 %) hat Vorfahren, die über Ellis Island ins Land kamen.

### Aufnahme der Einwanderer
Die Einwanderer nannten Ellis Island die Träneninsel (engl. isle of tears), da sich hier nach einer zweiminütigen Befragung und einer medizinischen Untersuchung ihr weiteres Schicksal entschied. Die Einwanderer mussten zu Beginn eine 50-stufige steile Treppe zum Registrierraum emporsteigen, wobei sie von Ärzten beobachtet wurden. Hatte jemand Probleme, deutete das auf ein Herzleiden hin und er wurde intensiver untersucht. Die Mediziner prüften auf Infektionskrankheiten, schauten sich Hände, Gesicht und Haare an; falls jemand verdächtig war, bekam er ein Kreidezeichen auf die rechte Schulter gemalt (ein S stand für Senilität, ein Ct für die Augenkrankheit Trachom und ein X für eine psychische Erkrankung). Die anderen gingen durch eine Tür mit der Aufschrift „Push to New York“ und waren aufgenommen.

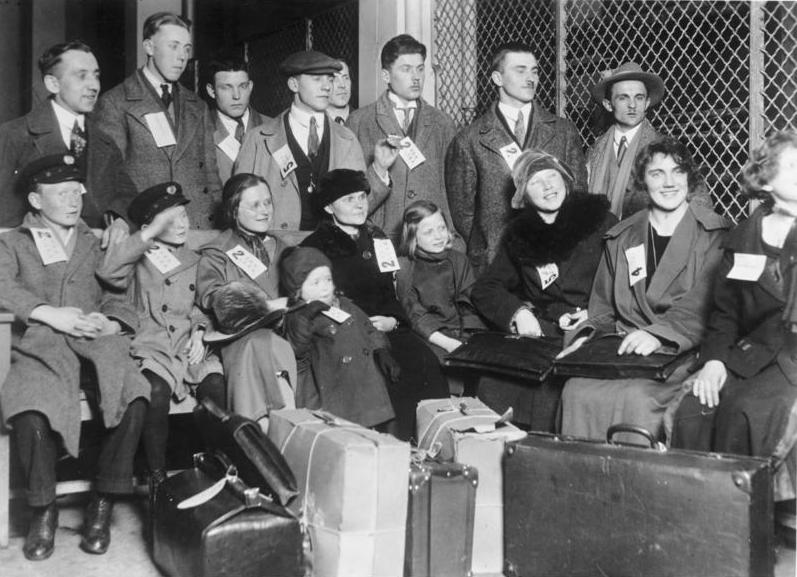
Einwanderer, 1931

Der ganze Prozess der offiziellen Einwanderung konnte mehrere Tage dauern. Während dieser Zeit konnten die Einreisewilligen jederzeit aussortiert werden. Teilweise mussten die Passagiere tagelang auf ihren Schiffen bleiben, bis sie an Land gelassen wurden. Passagiere der ersten und zweiten Klasse, also Menschen mit Geld oder Reputation, kamen nicht über Ellis Island an Land, sondern nach einer kurzen Visitation direkt nach Manhattan.
Auf Ellis Island wurden die Familien nachts getrennt; Männer und Frauen schliefen in verschiedenen Sälen. 3000 Menschen starben insgesamt auf Ellis Island, 350 Kinder wurden dort geboren. Angeblich sollen zehn Prozent aller Reisenden während der Überfahrt gestorben sein, weil sie in unzureichenden hygienischen Verhältnissen zusammengepfercht worden waren. Ansteckende Krankheiten konnten sich besonders schnell verbreiten. Wegen dieser Todesfälle nannte man in New York die Einwandererschiffe auch „Sargschiffe“.

### Ausweitung des Immigrantenstroms
Die Einwanderer begaben sich zumeist direkt in die Stadtgebiete, in denen es schon andere Einwanderer ihrer Nation gab. Für deutsche Immigranten war das vor allem Kleindeutschland an der Lower East Side. Dort angekommen, blieben viele Familien nur für kurze Zeit und bereiteten sich auf die Weiterreise in die Siedlungsgebiete vor. Oft folgten sie bereits früher eingereisten Bekannten oder Verwandten oder gingen auf staatliche Angebote ein, die mit Vergünstigungen den Strom der Arbeitskräfte in bestimmte Gebiete lenkten. Kalifornien beispielsweise bot den Einwanderern ein verbilligtes Bahnticket an, um die Ansiedlung in diesem Gebiet schmackhafter zu gestalten. Auch war es den Immigranten möglich, verbilligt Ausrüstungsgegenstände zu kaufen oder günstigere Kredite aufzunehmen. Viele Neuankömmlinge blieben auch nach der Einreise in die USA lange Zeit unter sich oder zogen im Trupp als Wanderarbeiter über Land. Gegen diese als „Überfremdung“ durch andere „Rassen“ empfundene Invasion wehrten sich zunehmend viele etablierte Amerikaner und entwickelten die Idee einer noch heranzuzüchtenden nordischen Rasse, die das rasant wachsende Amerika besiedeln sollte.
Waren zunächst Gesundheit und dann wirtschaftliche Selbständigkeit alleinige Aufnahmekriterien wurde später eine Pass- und Visumspflicht und ein Quotensystem nach Herkunftsländern eingeführt. New York konnte durch die Immigration seinen Bedarf an Arbeitskräften jederzeit decken. Etwa vier Millionen Immigranten aus Ellis Island blieben dauerhaft in der Stadt. Überschüsse wurden durch Weiterleitung von Arbeitskräften in andere Bundesstaaten abgebaut.

## Ellis Island als Teil des Statue of Liberty National Monument
Ellis Island ist seit 1965 ein Teil des Statue of Liberty National Monument und seit 1990 sind die Bauten als Museum zugänglich.
Zum Museum gehört ein elektronisches Archiv mit allen auf der Insel abgefertigten Einwanderern, das auch über das Internet verfügbar ist. Auf der American Immigrant Wall of Honor findet man die Namen von Einwanderern, sofern die Nachfahren eine Spende von 100 Dollar getätigt hatten. Sie ist nach eigener Aussage die weltgrößte mit Namen beschriftete Mauer.
Die Gebäude gliedern sich in vier Abschnitte: nördlich des Landungsbeckens befindet sich das Hauptgebäude mit den Museumsgebäuden. Am Kopfende des Beckens liegt das Empfangsgebäude, auf dem südlich davon gelegenen Inselteil zwei Gebäudeblocks: der südlichere am Ufer wird von 18 Gebäuden gebildet, die über überdachte Gänge pavillonartig miteinander verbunden sind.
Für Annie Moore, die erste Immigrantin auf Ellis Island am 1. Januar 1892, wurden 1993 auf der Insel und in ihrer Heimat im irischen Cobh zwei Bronzestatuen errichtet. 2005 wurde das Deutsche Auswandererhaus in Bremerhaven eröffnet, das in Kooperation mit Ellis Island entstand.
Von der Südspitze Manhattans aus, dem Battery Park und vom Liberty State Park in Jersey City verkehren Fähren, um Besucher zur Insel zu bringen, die nach der Besichtigung von Ellis Island von dort aus auch zur Freiheitsstatue auf Liberty Island gelangen können. Eintrittsgeld wird für den Zugang zur Insel nicht verlangt, sondern als Pauschale auf die Teilnahme an der Bootsfahrt zu Liberty Island aufgeschlagen.
Eine Autobrücke verbindet Jersey City und die Insel. Sie dient der Versorgung der Insel und ist für Besucher nicht passierbar.

## Filme
- Michaela Kirst: Zum Nazi verdammt. Das Schicksal deutschstämmiger US-Familien im Zweiten Weltkrieg, die in amerikanischen Lagern interniert wurden. Dokumentation, Deutschland, Bayr. Rundfunk, 2007, 52 Min.
- Michaël Prazan (Regie): Ellis Island. Insel des amerikanischen Traums. Dokumentarfilm, F, 104 Min, 2013. Senderinformation und Mediathek.[17]